# Vacuna de deleció

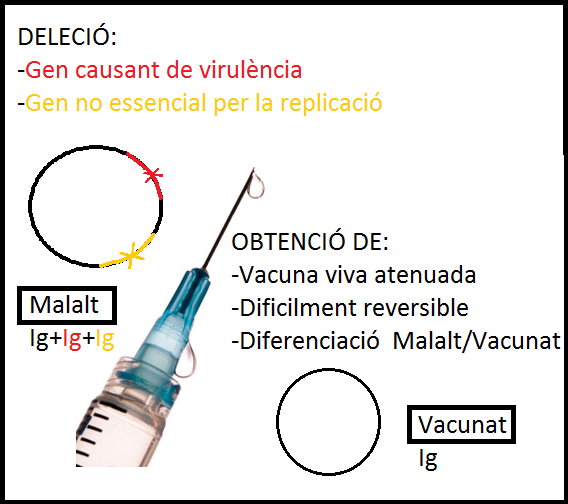
Esquema visual

Els vaccins de deleció o vacunes de deleció són un tipus de vaccí viu atenuat de nova generació, produïts per primer cop en la dècada de 1980. S'elaboren amb tecnologia genètica eliminant aquells gens que codifiquen la virulència o bé gens que codifiquen proteïnes que, tot i no ser essencials per a la replicació del virus, ajuden en la seva disseminació, obtenint així virus atenuats de manera estable. És important que els microorganismes siguin genèticament estables, creixin fàcilment i siguin de fàcil administració perquè aquests vaccins siguin viables i eficaces.
Aquests vaccins segueixen l'estratègia de vaccins DIVA (de l'anglès differentiating infected from vaccinated individuals) perquè permeten diferenciar analíticament individus infectats pel virus d'individus vaccinats contra aquest, ja que els segons no presentaran anticossos contra les proteïnes codificades pels gens eliminats. Això permet reduir els costos i el temps necessaris per al diagnòstic i control de malalties.
Els gens que s'eliminen no han de ser essencials per a la replicació o la inducció d'immunitat, i s'eliminen amb l'objectiu de disminuir la virulència o bé de disminuir la probabilitat de reversió en aquells vaccins atenuats anteriorment.

## Història
Els vaccins de deleció, igual que els vaccins amb estratègia DIVA, sorgeixen per la necessitat d'establir mesures de control sòlides per a erradicar malalties en sanitat animal, evitant el sacrifici innecessari d'animals no infectats, així com per a controlar la possible entrada d'aquestes malalties en països on estan erradicades des de fa temps.
La generació anterior als vaccins DIVA es coneix com a vaccins clàssics. Dins d'aquest tipus de vaccins es troben els vaccins vius atenuats i els vaccins inactivats. Aquests vaccins, sobretot els vaccins atenuats, són molt eficients en la protecció clínica i s'utilitzen des de fa molts anys amb molt bons resultats en el control de moltes malalties en els animals i les persones. Tanmateix, des del punt de vista veterinari, existeix un inconvenient, i és que la resposta immune conferida per aquests vaccins (sobretot anticossos) no es pot diferenciar entre animals vaccinats i animals infectats. Per això, existeix una forta polèmica sobre la conveniència d'utilitzar aquest tipus de vaccins en veterinària, ja que poden provocar sacrificis erronis d'animals ja vaccinats.
El 1988 es data el primer vaccí viu modificat pel virus de la pseudorràbia. És tracta d'un vaccí marcador amb una gran deleció al gen gX que codifica la timidina-cinasa (TK), una proteïna no estructural amb activitat enzimàtica, que no és essencial per al creixement del virus en cultius cel·lulars, però participa en funcions de neurovirulència; la seva deleció disminueix la probabilitat de revertir la virulència, obtenint així soques atenuades.
Una segona generació de vaccins marcadors contenien delecions al gen gl, que redueix la virulència viral però no la immunogenicitat.
Des de llavors, els vaccins de deleció, acompanyats d'un mètode de diagnòstic diferencial, han estat utilitzats de forma molt eficient en el control de dues importants malalties en veterinària. La primera és la citada pseudoràbia o malaltia d'Aujeszky, que afecta el sector porcí amb conseqüències molt importants i que pràcticament està erradicada a Espanya. La segona malaltia controlada mitjançant aquesta estratègia és la rinotraqueïtis infecciosa bovina. Les dues malalties estan produïdes per virus del gènere Herpesvirus.
Actualment s'està treballant en l'obtenció de vaccins amb dobles delecions, que són molt més segurs. En assajos per a provar aquests nous vaccins es va comprovar que no presentaven disseminació per l'organisme en aplicacions de dosis molt altes ni latència en aquest. A més a més són molt més segures per a individus gestants, ja que no presenten transmissió transplacentària i, per tant, no donen avortaments.
A més de pertànyer al grup de vaccins DIVA, la deleció de gens ha permès obtenir vaccins atenuats de manera estable. Actualment s'han autoritzat també vaccins de Salmonella enterica serovar typhimurium amb gens delecionats pel seu ús en aus de corral i de forma similar s'ha autoritzat un vaccí de Streptococcus equi amb el gen aro A delecionat pel seu ús en cavalls.

## Característiques

### Avantatges
Els vaccins de deleció solucionen alguns dels problemes existents als vaccins convencionals com són la seguretat i la capacitat de diferenciar animals vaccinats d'animals infectats.
- Seguretat: El risc d'una reversió de la virulència (risc present en vaccins vius convencionals atenuades mitjançant cultius prolongats) és molt reduït en vaccins vius atenuats mitjançant la deleció de gens. Basant-se en això es pot afirmar que són més segurs que els vaccins vius convencionals.[3] Això no obstant, en condicions de camp no es pot descartar que hagi recombinació amb el virus de tipus salvatge.[4] Encara i això, és important saber que el potencial de recombinació entre les soques del virus de la pseudorràbia és alt. De la mateixa manera, s'ha vist que la deleció de la TK en el virus de la rinotraqueïtis infecciosa bovina està associada amb la latència i la reactivació del virus després d'ésser tractats amb dexametasona. Per aquesta raó s'ha proposat eliminar múltiples gens per millorar la seguretat dels vaccins.[5]

També es pot afirmar que són més segures quant a contaminació amb altres microorganismes.
- Marcatge: Permeten distingir entre individus infectats i individus vaccinats contra la malaltia. El caràcter marcador ve donat pel fet que aquests vaccins tenen com a mínim, una proteïna antigènica o un epítop menys que l'agent infecciós en qüestió. D'aquesta manera el vaccí indueix una resposta immunitària només davant els antígens o epítops que conté. Per contra, els animals que no estan vaccinats, però sí infectats per l'agent, induiran una resposta immune davant tots els epítops de l'agent infecciós. Per aquesta raó, és essencial que un vaccí DIVA o marcadora s'utilitzi conjuntament amb una prova de diagnòstic diferencial.[1]
- Immunitat: Poden desencadenar una resposta immune cel·lular, per inducció dels limfòcits T CD8+, i també immunitat a les mucoses. Si el vaccí s'introdueix via mucosa es crearà una immunitat a les mucoses que evitarà la transmissió a més a més de la immunitat sistèmica que evita la malaltia. El fet que es tracti d'un vaccí viu i que, per tant, encara sigui capaç de replicar-se permet que pugui imitar millor el comportament d'una immunitat de la mucosa.[7]
- Programes d'erradicació Gràcies a les dues característiques anteriors, aquests vaccins poden utilitzar-se en programes d'erradicació. Cal destacar que els vaccins marcadors no han de prevenir la infecció amb la finalitat de ser eficaços en un programa d'erradicació. La simple reducció de la susceptibilitat i la transmissió gràcies a la immunitat a les mucoses poden tenir un gran impacte en la prevalença de la malaltia.

### Inconvenients
Altres problemes típics en vaccins convencionals no es veuran resolts amb els vaccins de deleció. Aquests són:
- Refrigeració: És necessari conservar la cadena de refrigeració (4-6 °C) des de la formació del vaccí fins a la seva utilització, aquest problema es veu accentuat en zones en vies de desenvolupament.
- No totes les malalties tenen un vaccí.
- Efectes secundaris, ja siguin locals (dolor, inflamació, alopècia...) o bé sistèmica (febre, hipersensibilitat...)

Els kits de proves de diagnòstic diferencial han de tenir una alta especificitat i sensibilitat.
Possible recombinació amb la soca de tipus salvatge en condicions de camp que pot alterar els resultats de les proves de diagnòstic i les campanyes de control de malalties.

## Aplicacions

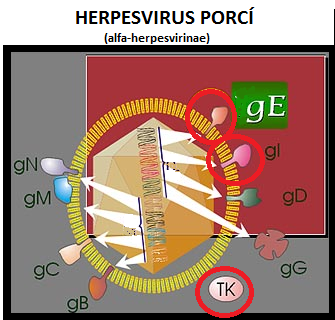
S'obtenen cepes menys virulentes, en eliminar el gen de la timidin-kinasa, i marcades en eliminar el complex gE/gI

- Actualment[Quan?] es coneix que, per a la formació de vaccins contra la malaltia d'Aujeszky, a més a més de delecions al gen gX, es poden delecionar el gen gE (nomenclatura antiga: gI) que codifica la glicoproteïna E o bé el gen gI(gp63)presents en l'embolcall d'aquests virus. Aquestes glicoproteïnes no són essencials per a la replicació del virus, però sí que ho són en la disseminació intercel·lular d'aquest, sobretot a través de vies nervioses. La deleció del complex gE/gI comporta una atenuació de la virulència i també impedeix que l'animal vaccinat esdevengui portador de la malaltia. Amb la deleció d'aquest gen en els virus vaccí, els animals infectats produiran anticossos contra aquesta glicoproteïna contràriament als vaccinats, que no ho faran. Així s'obtenen soques menys virulentes, en eliminar el gen de la timidin-cinasa, i marcades en eliminar el complex gE/gI.[6][8]

La detecció d'aquesta glicoproteïna en animals infectats no vaccinats es portarà a terme a través de proves específiques de diagnòstic com la ELISA o l'amplificació mitjançant la PCR.
- En altres malalties causades per soques del virus Herpesvirus com la rinotraqueïtis infecciosa bovina també es deleciona el gen gE.[2]
- S'ha desenvolupat també un vaccí que incorpora una deleció al genoma (gE-/tk-) usada en programes d'erradicació contra la rinotraqueítis bovina infecciosa. Es tracta del primer vaccí amb doble deleció.[9]

Actualment, pel que fa als bacteris, s'està treballant amb un vaccí experimental que té protecció creuada contra Mannheimia haemolytica i Pasteurella multocida, dos bacteris associats a la malaltia respiratòria bovina. El vaccí ha estat dissenyat amb una deleció d'una part del primer gen de l'operó de la leucotoxina. El bacteri produeix llavors una leucotoxina biològicament inactiva.

## Vies d'administració
- Intramuscular: el medicament s'injecta dins el múscul.
- Intranasal: es deposita el medicament a la mucosa nasal amb l'objectiu que arribi a la circulació sistèmica a través dels capil·lars submucosos.